# Dinamarca nos Jogos Olímpicos de Verão de 1920
A Dinamarca nos Jogos Olímpicos de Verão de 1920 em Antuérpia, na Bélgica participou representada por 154 atletas que participaram de 66 eventos em 14 modalidades esportivas diferentes. Conquistou duas medalhas de ouro, nove de prata e uma de bronze, somando treze medalhas no total.

## Medalhistas

### Ouro
- Stefani Fryland Clausen — Salto, Plataforma de 10m, masculino.
- Time masculino (Sistema livre) — Ginástica
- Lars Madsen, Niels Larsen, Anders Petersen, Erik Sætter-Lassen e Anders Peter Nielsen — Tiro

### Prata
- Henry Petersen — Atletismo, Salto com vara
- Sören Peteersen — Boxe, peso-pesado
- Anders Petersen — Boxe, peso-pena
- Gotfred Johansen — Boxe, peso-leve
- Time masculino (Sistema sueco) — Ginástica
- Time masculino — Hóquei
- Niels Larsen — Tiro
- Lars Madsen — Tiro
- Poul Hansen — Luta

### Bronze
- Johannes Erikse — Luta